# Mychajło Hnewusz
Mychajło Hnewusz (ukr. Михайло Гнєвуш, ros. Михаил Гневуш; ur. 21 października 1982 w Kijowie) – ukraiński kulturysta. Wicemistrz Ukrainy w kulturystyce.

## Życiorys
W 1989 roku ukończył petersburską publiczną szkołę nr 286. Studiował na Narodowym Uniwersytecie Wychowania Fizycznego i Sportu. Jego miastem rodzinnym jest Kijów. Ma młodsze rodzeństwo: siostrę Alonę i brata Rusłana.
W 2007 roku startował w mistrzostwach Kijowa w kulturystyce. W kategorii mężczyzn o wadze do osiemdziesięciu kilogramów zajął dziesiąte miejsce. W kwietniu 2010 zajął pierwsze miejsce w trakcie Pucharu Obwodu Połtawskiego. Dwa lata później w trakcie Pucharu Charkowa wywalczył srebrny medal. W 2014 brał udział w Pucharze Kijowa oraz Pucharze Ukrainy, organizowanym przez federację FBBU (ФББУ). W kijowskich zawodach objął drugie miejsce na podium w kategorii wagowej do osiemdziesięciu kilogramów; w zawodach ogólnokrajowym zdobył brązowy medal w kategorii do siedemdziesięciu pięciu kilogramów. W kwietniu 2015 wywalczył złoto podczas Pucharu Obwodu Winnickiego, w kategorii wagowej do osiemdziesięciu kilogramów. Rok później na mistrzostwach Ukrainy zajął drugie miejsce na podium w kategorii wagowej do osiemdziesięciu kilogramów.
Jego wizerunek inspirowany jest sylwetkami ikon kina akcji, Arnolda Schwarzeneggera i Sylvestra Stallone’a.
Mieszka w Kijowie. Pracuje jako trener kulturystyki oraz trener osobisty.

## Osiągnięcia (wybór)
- 2007: Mistrzostwa Kijowa w kulturystyce, kategoria wagowa do 80 kg – X m-ce
- 2010: Puchar Obwodu Połtawskiego w kulturystyce, kategoria wagowa do 80 kg – I m-ce
- 2012: Puchar Charkowa w kulturystyce, kategoria wagowa do 80 kg – II m-ce
- 2014: Puchar Kijowa w kulturystyce, kategoria wagowa do 80 kg – II m-ce
- 2014: Puchar Ukrainy w kulturystyce, federacja FBBU (ФББУ), kategoria wagowa do 75 kg – III m-ce
- 2015: Puchar Obwodu Winnickiego w kulturystyce, kategoria wagowa do 80 kg – I m-ce
- 2015: Puchar Kijowa w kulturystyce, kategoria wagowa do 80 kg – II m-ce
- 2016: Mistrzostwa Kijowa w kulturystyce, kategoria wagowa do 80 kg – III m-ce
- 2016: Mistrzostwa Ukrainy w kulturystyce, federacja FBBU (ФББУ), kategoria wagowa do 80 kg – II m-ce